# Pârâul Barlangos
Pârâul Barlangos (arie naturală) este un sit de importanță comunitară (SCI) desemnat în scopul protejării biodiversității și menținerii într-o stare de conservare favorabilă a florei spontane și faunei sălbatice, precum și a habitatelor naturale de interes comunitar aflate în arealul zonei protejate. Acesta este situat în partea estică a Transilvaniei, pe teritoriul administrativ al județului Harghita.

## Localizare
Aria naturală se află în partea central-estică a județului Harghita, pe teritoriul administrativ al comunei Suseni, în extremitatea estică a satului Valea Strâmbă.

## Descriere
Zona a fost declarată sit de importanță comunitară  prin Ordinul Ministerului Mediului și Dezvoltării Durabile Nr.1964 din 13 decembrie 2007 (privind instituirea regimului de arie naturală protejată a siturilor de importanță comunitară, ca parte integrantă a rețelei ecologice europene Natura 2000 în România) și se întinde pe o suprafață de 66,4 hectare.
Situl reprezintă o zonă naturală (păduri de foioase, păduri de conifere, păduri în amestec, păduri în tranziție, tufișuri, tufărișuri, pajiști naturale, stepe și stâncării) încadrată în bioregiunea alpină din versantul vestic al Munților Giurgeului (grupă muntoasă a Carpaților Moldo-Transilvaneni, aparținând de lanțul carpatic al Orientalilor), în bazinul hidrografic al Pârâului Barlangos. Acesta include Peștera Șugău, rezervația naturală declarată monument al naturii.

## Biodiversitate
Zona a fost desemnată ca sit Natura 2000 în scopul protejării biodiversității și menținerii într-o stare de conservare favorabilă a florei și faunei sălbatice specifice Orientalilor. În arealul sitului a fost indentificat un habitat natural de tip: Peșteri în care accesul publicului este interzis. 

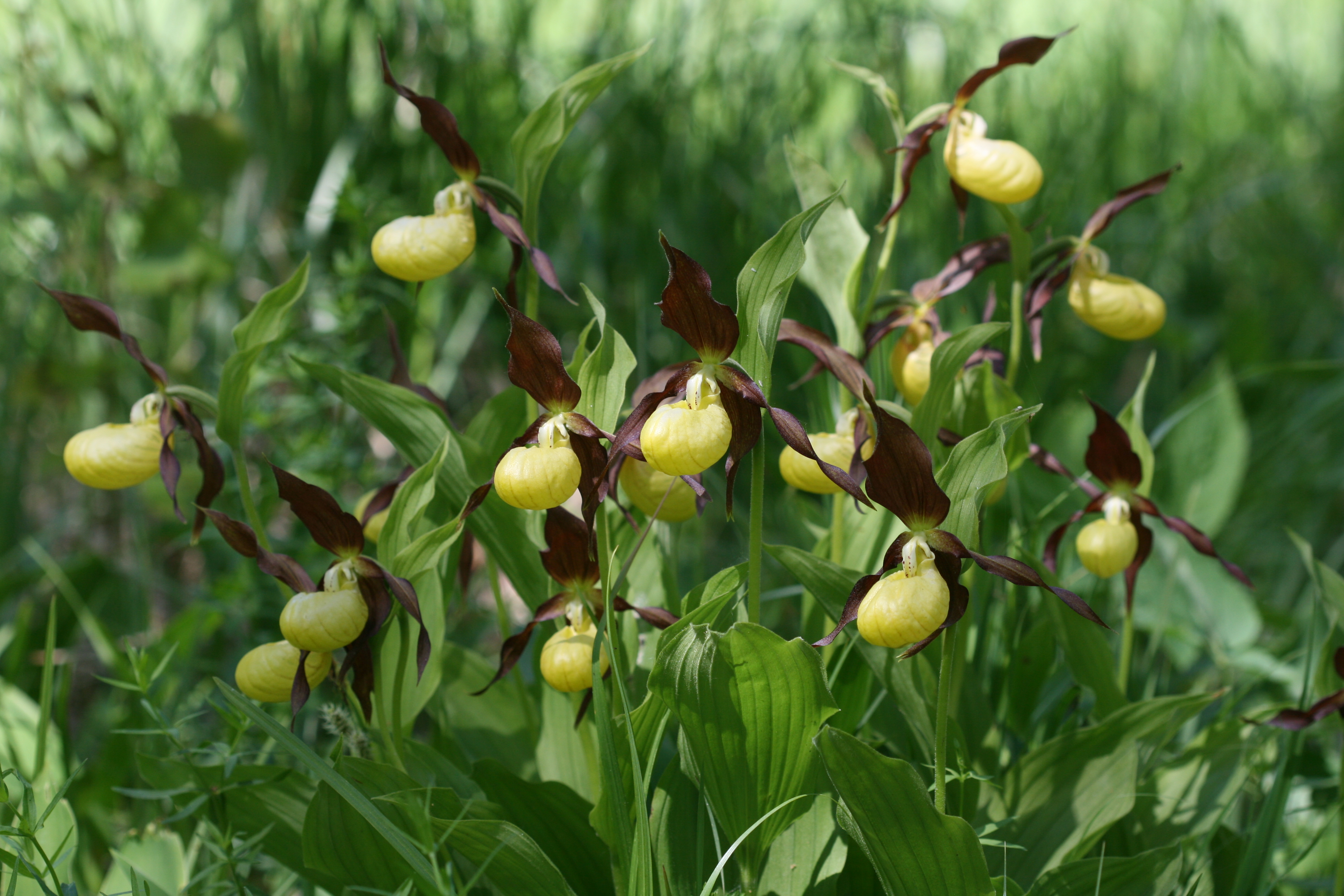
Papucul doamnei (Cypripedium calceolus)

La baza desemnării sitului se află șase specii faunistice enumerate în anexa I-a a Directivei Consiliului European 92/43/CE din 21 mai 1992 (privind conservarea habitatelor naturale și a speciilor de faună și floră sălbatică), sau aflate pe lista roșie a IUCN; astfel: trei mamifere: liliacul comun (Myotis myotis), liliacul cu urechi de șoarece (Myotis blythii) și liliacul mic cu potcoavă (Rhinolophus hipposideros); și trei amfibieni: ivorașul-cu-burta-galbenă (Bombina variegata), tritonul cu creastă (Triturus cristatus) și salamandra carpatică (Triturus montandoni).
La nivelul ierburilor este semnalată prezența unei rarități floristice cunoscută sub denumirea populară de papucul doamnei (Cypripedium calceolus); specie protejată prin aceeași Directivă a Consiliului European 92/43/CE (anexa I-a).

## Căi de acces
- Drumul național DN12 pe ruta: Miercurea Ciuc - Mădăraș - Dănești - Tomești - Izvoru Mureșului - Voșlăbeni - Valea Strâmbă - Peștera Șugău.

## Monumente și atracții turistice
În vecinătatea sitului se află câteva obiective de interes istoric, cultural și turistic; astfel:
- Ansamblul bisericii romano-catolice „Sf. Ioan” din Valea Strâmbă (Biserica romano-catolică „Sf. Ioan” și zidul de incintă), construcție sec. XV - XVIII, monument istoric.
- Biserica „Sf. Arhangheli” din Voșlăbeni, construcție 1864, monument istoric.
- Joagărul familiei Bencze din Voșlăbeni, construcție 1860, monument istoric.
- Moara de apă din satul Suseni construită în anul 1875, monument istoric.